# Vrilletta laurentina
Vrilletta laurentina là một loài bọ cánh cứng thuộc họ Ptinidae.